# North Castle, New York
North Castle (angleško Severni grad) je mesto v Okrožju Westchester v New Yorku, ZDA. Leži v južno-osrednjem delu Westchestra. Po popisu prebivalstva leta 2000 je imelo mesto 10.849 prebivalcev.